# 6160 Minakata
6160 Minakata (1993 JF) là một tiểu hành tinh vành đai chính được phát hiện ngày 15 tháng 5 năm 1993 bởi Shimizu và Urata ở Nachi-Katsuura.